# Coupe internationale 1948-1953
Navigation
Édition précédente Édition suivante
La Coupe internationale 1948-1953 est la cinquième édition de la Coupe internationale, tournoi opposant les équipes de cinq nations : l'Autriche, la Hongrie, l'Italie, la Suisse et la Tchécoslovaquie. La compétition se déroule d'avril 1948 à décembre 1953, soit sur une période de plus de cinq ans et demi. L'équipe de Hongrie de football remporte pour la première fois la Coupe internationale.

## Compétition
| Rang | Équipe          | Pts | J | G | N | P | Bp | Bc | Diff |  | Résultats (▼ dom., ► ext.) |     |     |     |     |     |
| ---- | --------------- | --- | - | - | - | - | -- | -- | ---- |  | -------------------------- | --- | --- | --- | --- | --- |
| 1    | Hongrie         | 11  | 8 | 5 | 1 | 2 | 27 | 17 | +10  |  | Hongrie                    |     | 2-1 | 6-1 | 1-1 | 7-4 |
| 2    | Tchécoslovaquie | 9   | 8 | 4 | 1 | 3 | 18 | 12 | +6   |  | Tchécoslovaquie            | 5-2 |     | 3-1 | 2-0 | 5-0 |
| 3    | Autriche        | 9   | 8 | 4 | 1 | 3 | 15 | 19 | -4   |  | Autriche                   | 3-2 | 3-1 |     | 1-0 | 3-3 |
| 4    | Italie          | 8   | 8 | 3 | 2 | 3 | 10 | 9  | +1   |  | Italie                     | 0-3 | 3-0 | 3-1 |     | 2-0 |
| 5    | Suisse          | 3   | 8 | 0 | 3 | 5 | 12 | 25 | -13  |  | Suisse                     | 2-4 | 1-1 | 1-2 | 1-1 |     |

## Équipe championne
Sándor Balogh, 
János Börzsei, 
József Bozsik, 
László Budai, 
Jenő Buzánszky, 
Zoltán Czibor, 
Ferenc Deák, 
Béla Egresi, 
Sándor Gocze, 
Gyula Grosics, 
Géza Henni, 
Nándor Hidegkuti, 
József Károlyi, 
Mihály Kispéter, 
Sándor Kocsis, 
József Kónya, 
Imre Kovács, 
Károly Lakat, 
Mihály Lantos, 
Gyula Lóránt, 
György Marik, 
István Nagy II, 
Mihály Nagymarosi, 
Péter Palotás, 
Ferenc Puskás, 
Ferenc Rudas, 
Károly Sándor, 
Gyula Szilágyi, 
Sándor Szucs, 
Ferenc Szusza, 
Árpád Táganyi, 
Matyas Toth, 
József Turay, 
József Zakariás

## Meilleurs buteurs
| Rang | Joueur        | Équipe          | Nombre de buts |
| ---- | ------------- | --------------- | -------------- |
| 1    | Ferenc Puskás | Hongrie         | 10             |
| 2    | Ferenc Deák   | Hongrie         | 7              |
| 3    | Otakar Hemele | Tchécoslovaquie | 4              |
| 3    | Emil Pažický  | Tchécoslovaquie | 4              |